# Премия RU.TV 2013
3-я ежегодная национальная телевизионная Русская Музыкальная Премия телеканала RU.TV 2013 состоялась 25 мая 2013 года в Crocus City Hall.
Ведущими премии были Потап и Ксения Собчак.

## Голосование
3 апреля началось онлайн-голосование, которое определило в итоге победителей премии.

## Выступления
- Полина Гагарина — «Нет»
- Дискотека Авария — «Ноги-ноги»
- Дан Балан — «Люби»
- BiffGuyz — «Бум бум бум»
- Эмин — «Ангел-Бес»
- A-Dessa — «Fire»
- Ёлка — «Хочу»
- Нюша — «Наедине»
- Григорий Лепс — «Водопадом»
- Григорий Лепс и Тимати — «Лондон»

## Номинации

### Лучший певец
- Дима Билан
- Филипп Киркоров
- Григорий Лепс
- Валерий Меладзе
- Дан Балан

### Лучшая певица
- Ёлка
- Полина Гагарина
- Нюша
- Ани Лорак
- Ева Польна

### Лучшая группа
- Дискотека Авария
- 5sta Family
- Винтаж
- Quest Pistols
- A'Studio